# Barbie i diamentowy pałac
Barbie i diamentowy pałac (ang. Barbie and the Diamond Castle, 2008) – amerykański film animowany dla dzieci z najsłynniejszą lalką świata – Barbie, w roli głównej.

## Fabuła
Kiedy Barbie i Teresa grały na gitarach do pokoju weszła siostra Barbie Stacy, która pokłóciła się ze swoją przyjaciółką Courtney. Wtedy Barbie postanowiła opowiedzieć jej historię o przyjaciółkach Lianie i Alexie.
Liana i Alexa mieszkały w małym domku, w krainie dobrej i złej magii. Pewnego dnia Liana znalazła w rzece dwa kamienie. Zrobiła z kamieni dwa naszyjniki jeden dla siebie a drugi dla Alexy. Kiedy wyszły na przechadzkę do lasu, spotkały biedną kobietę, która wyglądała na głodną. Liana dała jej kanapkę, a kobieta pozwoliła jej wybrać coś ze swojego wora, Liana wzięła stare lusterko. W domu wyczyściła je, a kiedy wyszły do ogrodu i zaśpiewały piosenkę, w lusterku pojawiła się dziewczyna o imieniu Melody. Nagle przyleciał zły jaszczur – Slyder, który chciał wziąć Melody, ale nie udało mu się to, lecz spalił dom Liany i Alexy. Wtedy Melody opowiedziała im o tajemnicy Diamentowego Pałacu: To mój dom, w którym mieszkałam z trzema muzami Dori, Fedrą i Lidią – opowiadała. Pewnego dnia Lidia chciała być jedną jedyną muzą. Wtedy zmieniła swój flet w instrument mrocznych zaklęć. Dori i Fedra ukryły swoje instrumenty, a klucz do Diamentowego Pałacu powierzyły Melody. Kiedy próbowały porozmawiać z Lidią, ona zamieniła je w posągi. Melody ukryła się w lusterku i nie mogła się stamtąd wydostać. Liana i Alexa chcąc uratować swój świat przed Lidią, wyruszają na poszukiwania. Po drodze znajdują małe pieski (Sparkles i Lily) oraz poznają nowych przyjaciół.
Okazuje się, że kluczem do Diamentowego Pałacu była... piosenka

## Wersja polska
Wersja polska: Sun Studio Polska

Reżyseria: Agnieszka Zwolińska

Dialogi polskie: Agnieszka Farkowska

Realizacja dźwięku: Piotr Zygo

Zgranie: Jens Ryberg

Kierownik produkcji: Beata Jankowska

Udział wzięli:
- Beata Wyrąbkiewicz − Liana
- Joanna Węgrzynowska-Cybińska − Alexa
- Magdalena Krylik − Melody
- Anna Gajewska – Lidia
- Jakub Szydłowski – Jan
- Adam Krylik – Jeremi
- Jan Kulczycki – Slyder
- Piotr Warszawski – Kamerdyner
- Cezary Kwieciński –
  - Karczmarz,
  - Troll
- Monika Wierzbicka –
  - Dori,
  - Pokojówka
- Anna Wodzyńska – Fedra
- Barbara Zielińska – Starsza kobieta

i inni
Śpiewali: Beata Wyrąbkiewicz, Joanna Węgrzynowska-Cybińska, Magdalena Krylik, Jakub Szydłowski, Adam Krylik